# Izieu

Izieu este o comună în departamentul Ain din estul Franței.